# Брегоны
Брегоны (ирл. breitheamh) — кельтские судьи, вещатели права, хранители формул и довольно сложных обрядов процесса, отличавшегося обычным в древности формализмом; в своих заключениях они не создают право, а только раскрывают и формулируют те правовые нормы, которые кроются в правовом сознании народа. Брегоны были также поэтами и стояли во главе школ, в которых путём устной передачи изучалось право вместе с правилами поэтического творчества.
В языческую эпоху принадлежность брегонов к числу жрецов сообщала заключениям их религиозный авторитет, тем более, что филе приписывалось сверхъестественное могущество, способность низвести на непокорного всяческие беды. Тогда во главе сословия филе стоял так называемый оллам (ирл. ollam), соответствующий по своему положению верховному друиду галлов. И после введения христианства заключения брегонов не лишились мистического оттенка: на суде совершались разные магические действия Орегона, которые должны были вызвать сверхъестественные откровения. Затем доказательствами служили судебный поединок, присяга, ордалии, поддержка соприсяжников.